# Anna Rucka

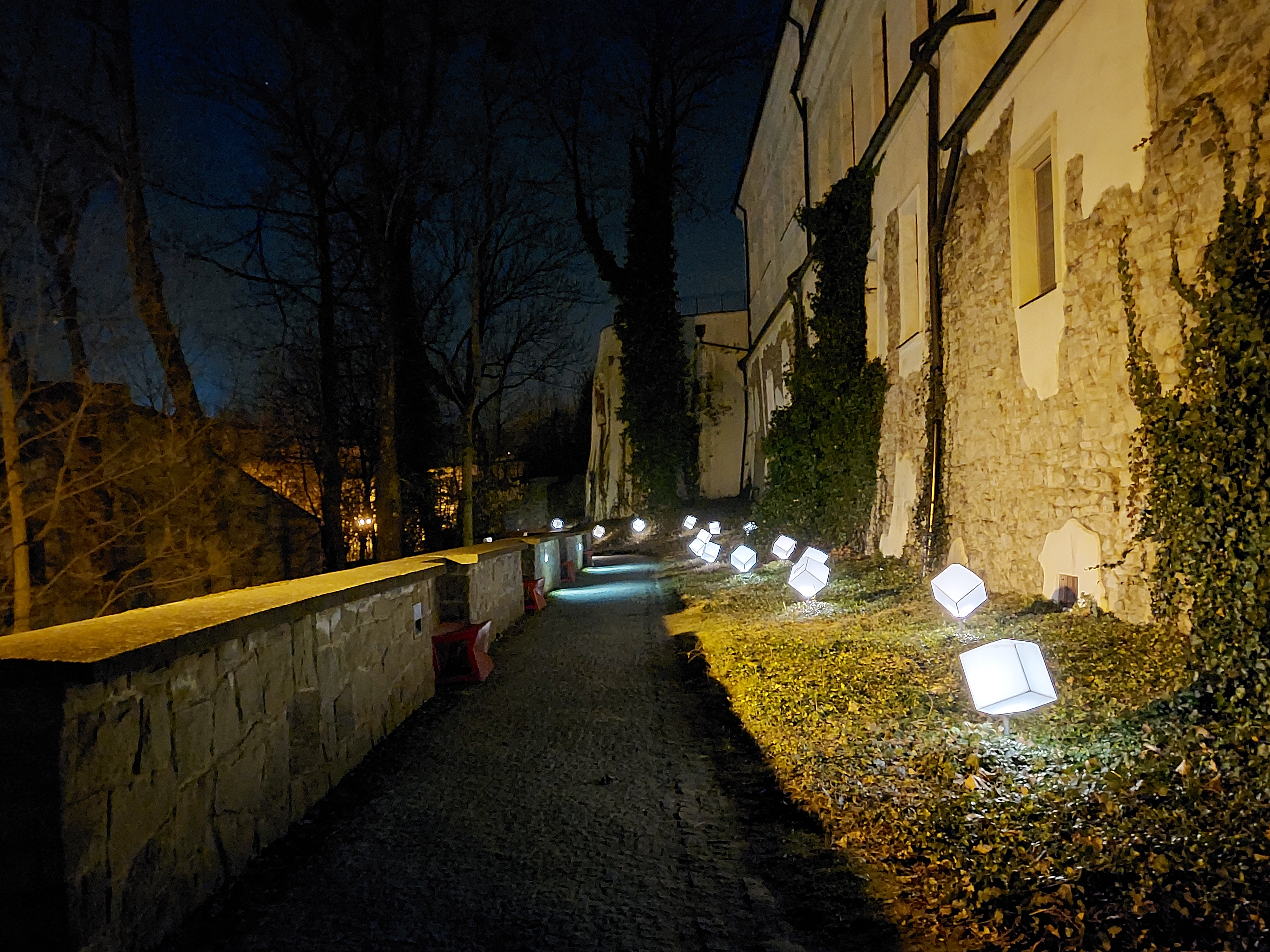
Lampy v uličce Cieszyńskich Kobiet v Těšíně

Anna Rucka, rozená Bajtek (1903 Nýdek–30. června 1944 Auschwitz) byla občanská aktivistka, organizátorka společenských aktivit, během 2. světové války se zapojila do hnutí odbojové organizace Zemská armáda, zahynula v koncentračním táboře Auschwitz.

## Životopis
Anna Rucka se narodila v Nýdku č.p. 30 v rodině chalupníka a obchodníka Jana Bajtka. Docházela do polské obecné školy v Nýdku, poté dva roky do německé měšťanské školy v Těšíně a po 1. světové válce do polské dívčí školy (tzv. rodinky) v Konské.
V osmnácti letech se provdala za učitele Jerzyho Ruckého, společně vychovali tři syny, Stanisława, Tadeusze a Jana. V roce 1922 spoluzaložila spolek absolventek dívčí školy v Konské, který později fungoval pod názvem Związek Absolwentek Końszczanek (ZGK). V roce 1934, kdy již existovalo šest místních spolků s 283 členy, se stala jeho předsedkyní. Pořádala četné kurzy zaměřené na vzdělávání žen ze Záolší v oborech vaření, šití, vedení domácnosti, lidový tanec, hygiena a poradenství pro maminky. S účastníky kurzu jezdila na zájezdy do Polska.
Byla aktivní v různých oblastech společenského života. Zpívala v nýdeckém pěveckém sboru, byla členkou Matice školské, působila ve Sdružení evangelických žen, Jako učitelka-instruktorka vedla hodiny v Zimní škole v Nýdku. Z její iniciativy byla v roce 1938 zřízena odborová jídelna v Učitelském domě v Českém Těšíně pod názvem Kresówka. Byla členkou redakční rady Hospodářského průvodce vydávaného polskými zemědělskými a hospodářskými organizacemi v Československu v meziválečném období. Anna Rucka byla propagátorkou slezského kroje.

## Hnutí odporu
Během 2. světové války se rodina Anny Rucké zapojila do odbojového hnutí odporu Zemská armáda. Její bratr Jan Bajtek a její nejstarší syn Stanisław vstoupili do Svazu ozbrojeného boje. Dům Ruckých se stal kurýrní stanicí, skladištěm a místem pro tajná setkání. Anna shromažďovala informace, organizovala distribuci tajného tisku a sbírek pro rodiny vězňů, 14. července 1943 byla zatčena gestapem. Po četných výsleších a pobytech ve věznicích v Těšíně, Rybniku, Katovicích a Myslowicích byla transportována do koncentračního tábora Auschwitz a odsouzena k trestu smrti za velezradu. Rozsudek byl vykonán 30. června 1944 zastřelením.

## Ocenění a památka
- Za celou svou práci ve prospěch polských žen v Československu byla vyznamenána Rytířským křížem Řádu znovuzrozeného Polska.
- V roce 1948 jí londýnské ústředí Zemské armády udělilo Vojensou medaili in memoriam.
- v roce 1968 byla vyznamenána Křížem Zemské armády in memoriam.[5]
- V roce 2013 byla poctěna umístěním památné lampičky na uličce Cieszyńskich Kobiet v Těšíně.[7][8]
- V roce 2017 byl po ní pojmenován Dům PZKO (Polský kulturně-osvětový svaz) v Nýdku.[4]